# L'isola dei pinguini
L'isola dei pinguini è un romanzo di Anatole France (premio Nobel per la letteratura nel 1921), 
pubblicato per la prima volta nel 1908.
Considerato uno dei migliori romanzi satirici del Novecento, provocò sdegno fra i cattolici, a causa dell'argomento dissacratorio. Da ricordare che nel 1920 la Chiesa cattolica mise all'indice tutte le opere di Anatole France. 

## Trama
La vicenda avviene intorno all'anno mille. Un vecchio monaco quasi cieco sbarca su un'isola bretone popolata di pinguini. Scambiandoli per esseri umani, li battezza tutti. Per rimediare all'errore, Dio e i santi riuniti in consesso decidono di concedere ai volatili «un'anima, però di piccola taglia». 
Tuttavia accade che dalla conversione in poi, i pinguini battezzati sviluppino avidità e invidia, ambizioni e pudori. 
A partire da quest'antefatto, l'autore traccia la storia di "Pinguinia" come controcanto amaro e comico delle vicende dell'Europa, dal Medioevo fino alle rivoluzioni borghesi.

## Edizioni

### Traduzioni in lingua italiana
- L'isola dei pinguini, traduzione di Massimo Caputo, Milano, Sonzogno, 1922
- L'isola dei pinguini, traduzione di Renato Colantuoni, Milano, Barion, 1927
- L'isola dei pinguini, traduzione di Carla Verga, Milano, Longanesi, 1959
- L'isola dei pinguini, traduzione di Carla Verga rivista da Marco Bellini, Milano 2006